# Mohamed Taieb El Ouazzani
Mohamed Taieb El Ouazzani, alias El Nene, né le 27 août 1975 à Ceuta (Espagne), est un criminel millionnaire hispano-marocain condamné pour trafic de drogues, disparu depuis 2014.
Ayant à lui seul un groupe de criminels composés d'une centaine de trafiquants de drogue opérant au Maroc et une trentaine dans la Costa del Sol en Espagne, ses revenus étaient évalués à plus de 30 millions d'euros par an. Il importait chaque année environ 50.000 kilos de haschich vers l'Espagne à l'aide de zodiacs.
El Nene dépense sa fortune dans le financement des hôpitaux au nord du Maroc. Il se vente dans une vidéo de payer l'opération de beaucoup de personnes issues de familles pauvres, n'ayant pas les moyens de se payer les soins dans les hôpitaux du Maroc.
Le 3 août 2014, il est la cible d'une fusillade qui éclate dans le quartier de Marina Smir à Tétouan. Touché par les balles de quatre auteurs munis de kalachnikovs, son corps est enlevé par ses tueurs et n'est jamais retrouvé.

## Biographie

### Naissance et jeunesse (1975-2002)
Natif de Ceuta, il grandit et va à l'école à Malaga dans le Sud de l'Espagne. Âgé de quatorze ans, il est pour la première fois arrêté par la Garde civile pour avoir été en possession de quelques kilos de haschich. Il purge une première peine d'emprisonnement en 2000 dans la prison Victoria Kent basée à Madrid. Libéré deux ans plus tard, il déménage de Malaga et s'achète une villa en face de la plage Benitaz dans la zone de villas Barriada Postigo à Ceuta.

### Parcours criminel (2002-2014)
Adolescent, il délaisse l'école pour se consacrer au trafic de drogue. Il commence son parcours criminel avec le go fast en bateau zodiac, important des tonnes de haschich vers l'Espagne.
En 2003, âgé seulement de 28 ans, il est lié à une fusillade qui éclate dans une discothèque de Marrakech au Maroc, blessant un garde du roi Mohammed VI. Il est arrêté et condamné en 2004 à une peine de huit ans de prison pour tentative d'assassinat, port d'armes et trafic de drogues. Il purge sa peine d'emprisonnement dans le centre pénitentiaire de Kénitra.
Le 7 décembre 2007, il parvient à s'évader de prison. Les autorités marocaines intègrent El Nene sur Interpol avant qu'il soit arrêté en avril 2008 à Ceuta. Son évasion aura duré moins de cinq mois. Lorsqu'une enquête est lancée sur les moyens de son évasion, les autorités marocaines arrêteront huit fonctionnaires en lien avec l'évasion. Extradé vers le Maroc, il retourne en prison à Oukacha à Casablanca.
En 2009, il est déchu de sa nationalité espagnole.

### Fusillade et disparition (depuis 2014)
Le 3 août 2014, il est la cible dans une fusillade qui éclate sur la Marina Smir à Tétouan. Les quatre auteurs enlèvent ensuite le corps du trafiquant sans laisser de traces.

### Enquêtes
Parmi les quatre auteurs de la fusillade, trois hommes, directement liés à cette affaire, sont arrêtés en Espagne. Ils décident d'adopter la loi du silence et de ne pas parler avec la justice. Les trois suspects seront finalement libérés.
Le 7 août 2014, la femme de El Nene porte plainte pour tentative d'assassinat.

## Vie privée
Père de famille de deux enfants, El Nene est musulman et naît dans le quartier Reulares à Ceuta.

### Dans la fiction
- El Niño, long-métrage de Jorge Guerricaechevarría et Daniel Monzón sorti en 2014.